# George Joseph Smith
George Joseph Smith (11. ledna 1872 Londýn – 13. srpna 1915 Maidstone) byl anglický sériový vrah a bigamista, kterému byly dokázány vraždy tří žen, s nimiž se (ačkoliv již byl ženat) oženil, aby je následně za účelem zisku dědictví a zinkasování pojistky utopil ve vaně.
Jelikož se Smithovi podařilo najít způsob, jak své ženy topit bez toho, aby na nich zanechal stopy násilí, a zároveň dovedně pracoval s falešnými identitami, první dvě vraždy mu prošly bez problémů. Metoda však byla stále stejná a pozornost policie nakonec vzbudila zarážející podobnost druhého a třetího případu. Smith byl zatčen 1. února 1915, když se pokoušel vyřídit zinkasování pojistky své poslední oběti. Dne 1. července téhož roku byl za své zločiny odsouzen k smrti oběšením a 13. srpna tak byl oběšen ve věznici v Maidstone.
Případ je považován za jeden z mezníků historie forenzní vědy a osobní triumf elitního anglického patologa Bernarda Spilsburyho, který po týdnech pokusů dokázal zrekonstruovat způsob, jakým Smith své vraždy páchal. Případ se stal inspirací pro sedmý díl první řady seriálu Dobrodružství kriminalistiky.